# Most kolejowy nad Jeziorem Pilchowickim
Most kolejowy nad Jeziorem Pilchowickim – most nad Jeziorem Pilchowickim w pobliżu wsi Strzyżowiec, w województwie dolnośląskim, w Polsce. Został zbudowany w latach 1905–1906. Przez most przebiega obecnie nieczynna linia kolejowa nr 283.

## Historia

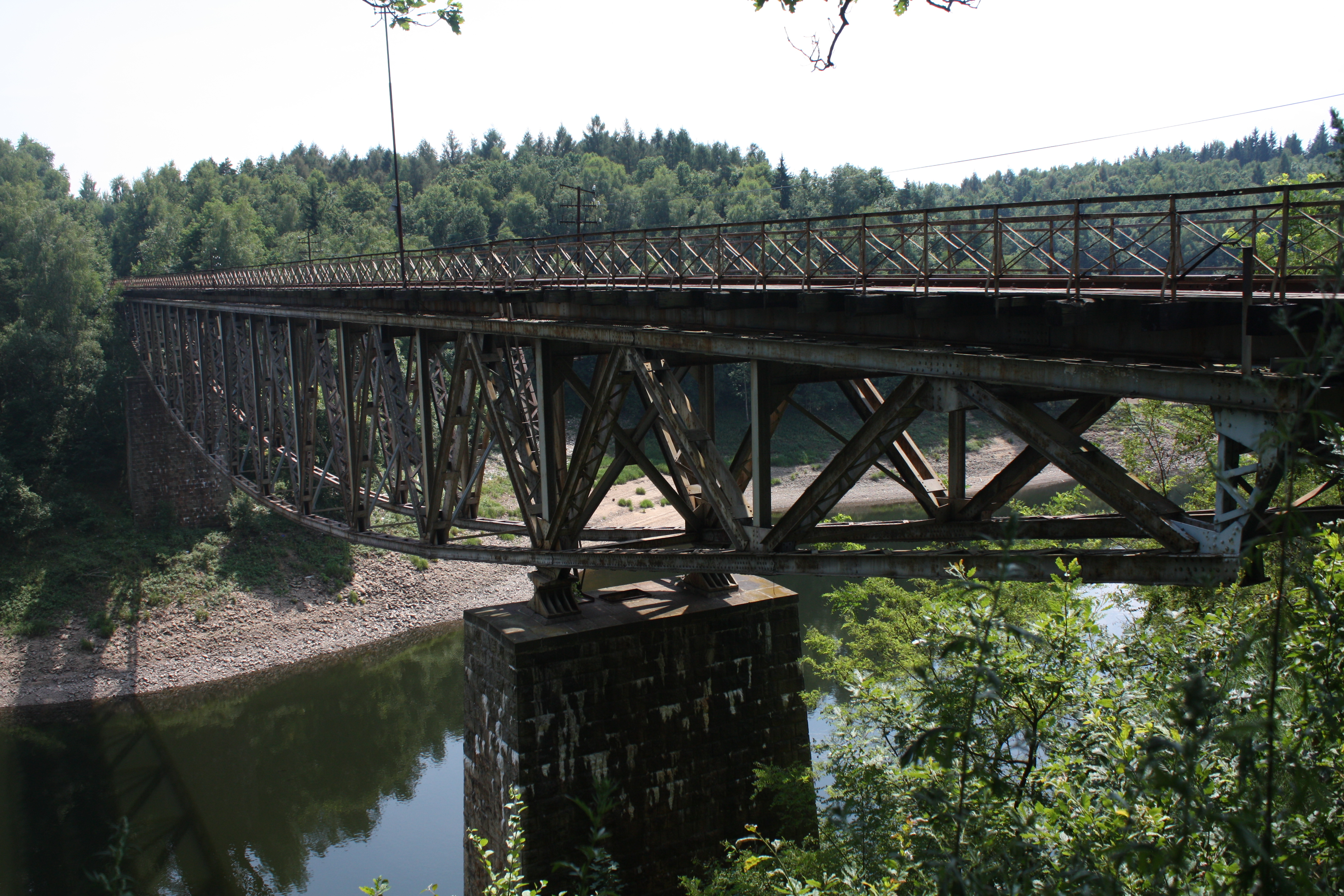
Kratownicowa konstrukcja mostu

Most wzniesiono w latach 1905–1906 w ramach budowy linii Jelenia Góra–Żagań (Kolej Doliny Bobru), która powstawała od 1902 r. Most ma bardzo podobną konstrukcję do oddanego do użytku w 1904 roku mostu w Racławicach Śląskich: wspiera się na dwóch betonowo-kamiennych filarach, oddalonych od siebie o 85 m, na których spoczywa główna część mostu, nitowana, 135-metrowa paraboliczna, stalowa konstrukcja kratowa. Całkowita długość mostu wynosi 151,68 m, a szerokość wynosi 4 m.
Usytuowany został około 40 m nad dnem zbiornika, co czyni go jednym z najwyższych mostów w kraju. Początkowo most wznosił się nad suchą doliną, która została zalana wodą po otwarciu w 1912 roku zapory w Pilchowicach, największej wówczas zapory kamienno-betonowej w Europie, według projektu prof. Ottona Intzego. Obie inwestycje były powiązane, bowiem zapora miała mieć funkcję przeciwpowodziową, energetyczną i turystyczną, a linia kolejowa miała zapewnić do niej dojazd. Oficjalne otwarcie mostu odbyło się 16 listopada 1912 r. w obecności cesarza Wilhelma II.
Niedaleko mostu znajduje się przystanek kolejowy Pilchowice Zapora. W 1945 roku wycofujący się Niemcy podjęli nieudaną próbę wysadzenia mostu. Poczynione szkody po wojnie szybko naprawiono i w 1946 r. wznowiono ruch. Od końca 2016 roku linia kolejowa biegnąca przez most z uwagi na zły stan jest wyłączona z ruchu rozkładowego, a ostatnie przejazdy specjalne odbyły się w 2017 r. Istnieją plany jej rewitalizacji i przywrócenia do funkcjonowania, m.in. samorząd województwa dolnośląskiego zabiegał o przejęcie linii nr 283 Jelenia Góra – Lwówek Śląski w celu jej rewitalizacji na potrzeby Kolei Dolnośląskich.
Obiekt ten wykorzystano przy kręceniu filmów Skąpani w ogniu (1963) i Kocham kino (1987), odwzorowano go także w grze komputerowej Zaginięcie Ethana Cartera. W pobliżu mostu kolejowego toczy się akcja powieści kryminalnej Huberta Hendera Zapora (2013).

### Most jako sceneria filmuMission: Impossible 7

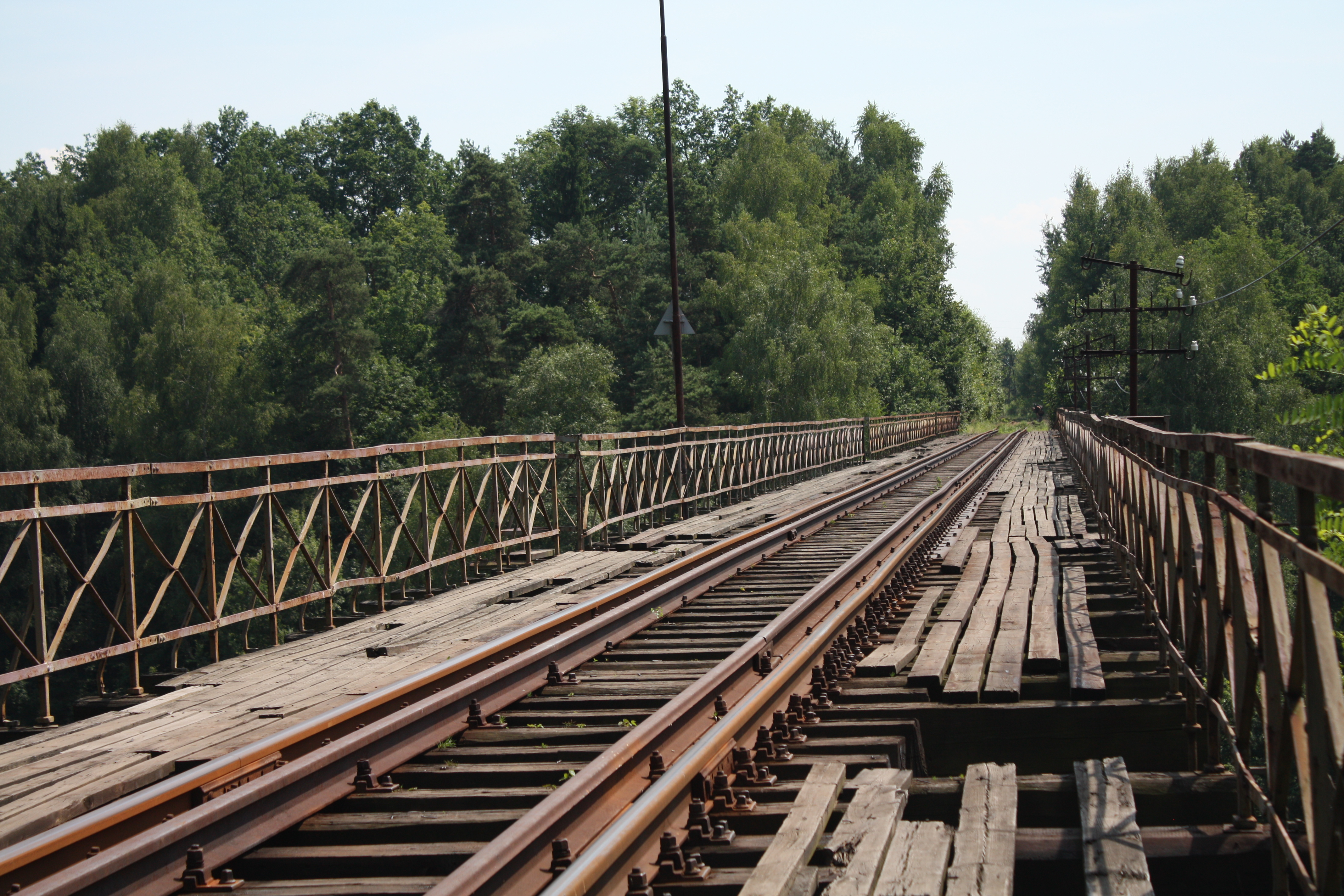
Tory kolejowe linii nr 283 przebiegające po moście

W 2020 roku pojawiły się informacje o planach wykorzystania mostu w filmie Mission: Impossible 7. Informacje te po raz pierwszy podał Piotr Rachwalski, prezes Kolei Dolnośląskich w latach 2014–2019, w planach filmowców miało być zrealizowanie sceny wysadzania mostu i w związku z tymi planami w oględzinach mostu 13 grudnia 2020 roku uczestniczyli przedstawiciele Wojska Polskiego (na miejscu zniszczonego mostu miała być planowana budowa nowej przeprawy, ale ze środków krajowych). Natomiast jeszcze we wrześniu 2019 r. w liście do polskiego ministra kultury ambasador USA Georgette Mosbacher poprosiła rząd o współpracę z producentami filmowymi, a kiedy krótko potem kierownik produkcji zwrócił się do PKP SA, spółka w ciągu jednego dnia wskazała most w Pilchowicach jako możliwy do wykorzystania.
Producent polskich zdjęć do filmu pod koniec lipca zaprzestał zaprzeczać i potwierdził plany dotyczące realizacji zdjęć na moście, plan jego zniszczenia i budowy nowego obiektu.
Most figurował w wojewódzkiej ewidencji zabytków. Wiadomości o możliwych planach jego wysadzenia i związana z tym aktywność i akcja protestacyjna przeciwko zniszczeniu mostu przyczyniły się do wszczęcia procedury mającej na celu wpisanie go do rejestru zabytków, z wnioskiem w tej sprawie wystąpiła Fundacja Ochrony Dziedzictwa Przemysłowego Śląska. Przeciwko planom zniszczenia mostu zaprotestował w lipcu 2020 roku w liście do premiera Mateusza Morawieckiego przewodniczący Międzynarodowego Komitetu Ochrony Dziedzictwa Przemysłowego dr Miles Oglethorpe. Również z ekspertyzy zamówionej przez producentów filmu u dr. inż. Józefa Rabiegi z Katedry Mostów i Kolei Politechniki Wrocławskiej wynika, że most wymaga stosunkowo niewielkich napraw, a jego konstrukcja jest bardzo cenna.
W czerwcu 2020 roku marszałek województwa dolnośląskiego, Fundacja Ochrony Dziedzictwa Przemysłowego Śląska oraz przedstawiciele obiektów figurujących na Mapie Zabytków Techniki podpisali porozumienie o utworzeniu Dolnośląskiego Szlaku Zabytków Techniki, który miał obejmować także most w Pilchowicach. W chwili podpisania porozumienia most był zamknięty dla zwiedzających, ale jego stan techniczny był dobry – do wymiany kwalifikowała się tylko drewniana nawierzchnia, która służyła do nadzoru technicznego. Most jest także wpisany na listę dziedzictwa technicznego Dolnego Śląska.
W lipcu 2020 r. wiceminister kultury i dziedzictwa narodowego Paweł Lewandowski potwierdził informacje na temat planów zniszczenia mostu na potrzeby filmu Mission: Impossible 7, powiedział, że „Nie każda stara rzecz jest zabytkiem”. Jednocześnie prezes PKP Polskie Linie Kolejowe, do której należał ówcześnie most, poinformował, że spółka skupiała się wyłącznie na przekazaniu linii samorządowi woj. dolnośląskiego, który wyraził chęć reaktywacji ruchu. Jednocześnie wskazał, że jeżeli inny podmiot zechciałby sfinansować odbudowę tego mostu (po jego zniszczeniu), spółka przychyli się do takiej oferty.
Na początku sierpnia reżyser filmu Christopher McQuarrie stwierdził, że „most jest w złym stanie, nie zasłużył na bycie zabytkiem i nawet nie jest oryginalnym mostem z początku XX w.” i że „jego zniszczenie odbędzie się z korzyścią dla sztuki oraz polskiej gospodarki i środowiska”.
Krytycznie wobec wysadzenia mostu odnieśli się m.in. radny wojewódzki Patryk Wild, posłowie Małgorzata Tracz czy Robert Kwiatkowski. W lipcu 2020 r. Fundacja Ochrony Dziedzictwa Przemysłowego Śląska powiadomiła wojewódzkiego konserwatora zabytków o uszkodzeniach mostu z podejrzeniem celowej dewastacji. Plany wysadzenia mostu potępiło także Stowarzyszenie Naukowe Archeologów Polskich i Związek Niemieckich Stowarzyszeń Społeczno-Kulturalnych w Polsce. Dwudziestu dziewięciu naukowców z całego kraju wystosowało apel do premiera Mateusza Morawieckiego, by powstrzymał Ministerstwo Kultury i Dziedzictwa Narodowego przed wydaniem zgody na zniszczenie mostu.
W sierpniu 2020 wiceminister kultury i generalna konserwator zabytków Magdalena Gawin zapewniła, że most nie może zostać wyburzony, gdyż od marca 2020 jest objęty tzw. ochroną tymczasową w związku z rozpoczętą procedurą wpisu do rejestru zabytków.
Fundacja Thesaurus złożyła pozew przeciwko PKP PLK dotyczący ochrony konstytucyjnego prawa do korzystania z narodowego dziedzictwa, zakazu podejmowania przez PKP PLK jakichkolwiek działań grożących jego zniszczeniem oraz wydawania zgód na takie działania przez podmioty trzecie. Ponadto fundacja złożyła zawiadomienie o możliwości popełnienia przestępstwa obietnicy udzielenia korzyści majątkowej w wysokości 7 mln zł przez prezesa polskiej firmy biorącej udział w produkcji filmu oraz niedopełnienia obowiązków przez wiceministra kultury Pawła Lewandowskiego i funkcjonariuszy Centralnego Biura Antykorupcyjnego.
W związku z rozwojem sytuacji wokół mostu w Pilchowicach w sierpniu PKP PLK zwróciło się do producentów filmu z propozycją wykorzystania w zamian zabytkowego mostu w Stobnicy na rozebranej linii kolejowej Wronki–Oborniki, jednak producenci ogłosili rezygnację z zamiaru poszukiwań mostu na potrzeby filmu. Dolnośląska Wojewódzka Konserwator Zabytków decyzją z 18 sierpnia wpisała most do rejestru zabytków, wcześniej odmawiając producentom filmu uznania za stronę postępowania, a tym samym prawa do odwołania się od decyzji.